# Anschläge in Jakarta am 14. Januar 2016
Bei dem Terroranschlag am 14. Januar 2016 in Jakarta, Indonesien, wurden in dem Sarinah-Mall-Einkaufszentrum mindestens neun Menschen getötet.

## Tathergang
Um 10.50 Uhr (3:50 UTC) Ortszeit versuchten bis zu 14 Terroristen auf Motorrädern, auf den Parkplatz des Einkaufszentrums zu fahren. Dieser wurde allerdings durch einen Polizeiposten bewacht. Die Angreifer eröffneten sofort das Feuer auf die Polizisten und setzten neben AK47-Sturmgewehren auch Handgranaten ein. Bei dem Schusswechsel starben laut Behördenangaben drei der Angreifer und ein Polizist.
Nachdem der Polizeiposten ausgeschaltet war, drangen mindestens drei Terroristen in das im Erdgeschoss der Mall liegende Starbucks-Café ein. Dort ereignete sich kurz darauf eine Explosion. Die Polizei, welche schon kurz nach dem Angriff auf den Polizeiposten angerückt war, stürmte das Café.
Zur gleichen Zeit drangen Terroristen in das zur Mall gehörende Cakrawala-Hochhaus ein. Dort gab es mindestens sechs Explosionen. Die Polizei begann das Hochhaus zu „säubern“.
Vier der Angreifer versteckten sich in einem im Einkaufszentrum befindlichen Kino.
Am frühen Nachmittag erklärte die Polizei den Angriff für beendet und verkündet, dass fünf Terroristen, zwei Polizisten und zwei Besucher der Mall getötet wurden.

## Täter
Der Islamische Staat bekannte sich zu den Anschlägen.

## Folgen
Noch in der Nacht nach dem Terroranschlag begann die indonesische Polizei mit einer landesweiten Razzia gegen Terroristen.

## Weitere Anschläge in Indonesien
- Anschlag von Bali 2002
- Anschlag auf das Marriott Hotel in Jakarta
- Terroranschlag auf die australische Botschaft in Jakarta
- Anschlag von Bali 2005